# Chikatetsu-Narimasu (métro de Tokyo)
Chikatetsu-Narimasu (地下鉄成増駅, Chikatetsu-Narimasu-eki) est une station du métro de Tokyo sur les lignes Fukutoshin et Yūrakuchō dans l'arrondissement d'Itabashi à Tokyo. Elle est exploitée par le Tokyo Metro.

## La station
La station se compose d'un quai central encadré par 2 voies, partagées par les lignes Fukutoshin et Yūrakuchō.
En moyenne, 49 254 voyageurs ont fréquenté quotidiennement la station en 2015.
La gare de Narimasu de la ligne Tōbu Tōjō est située à proximité de la station.

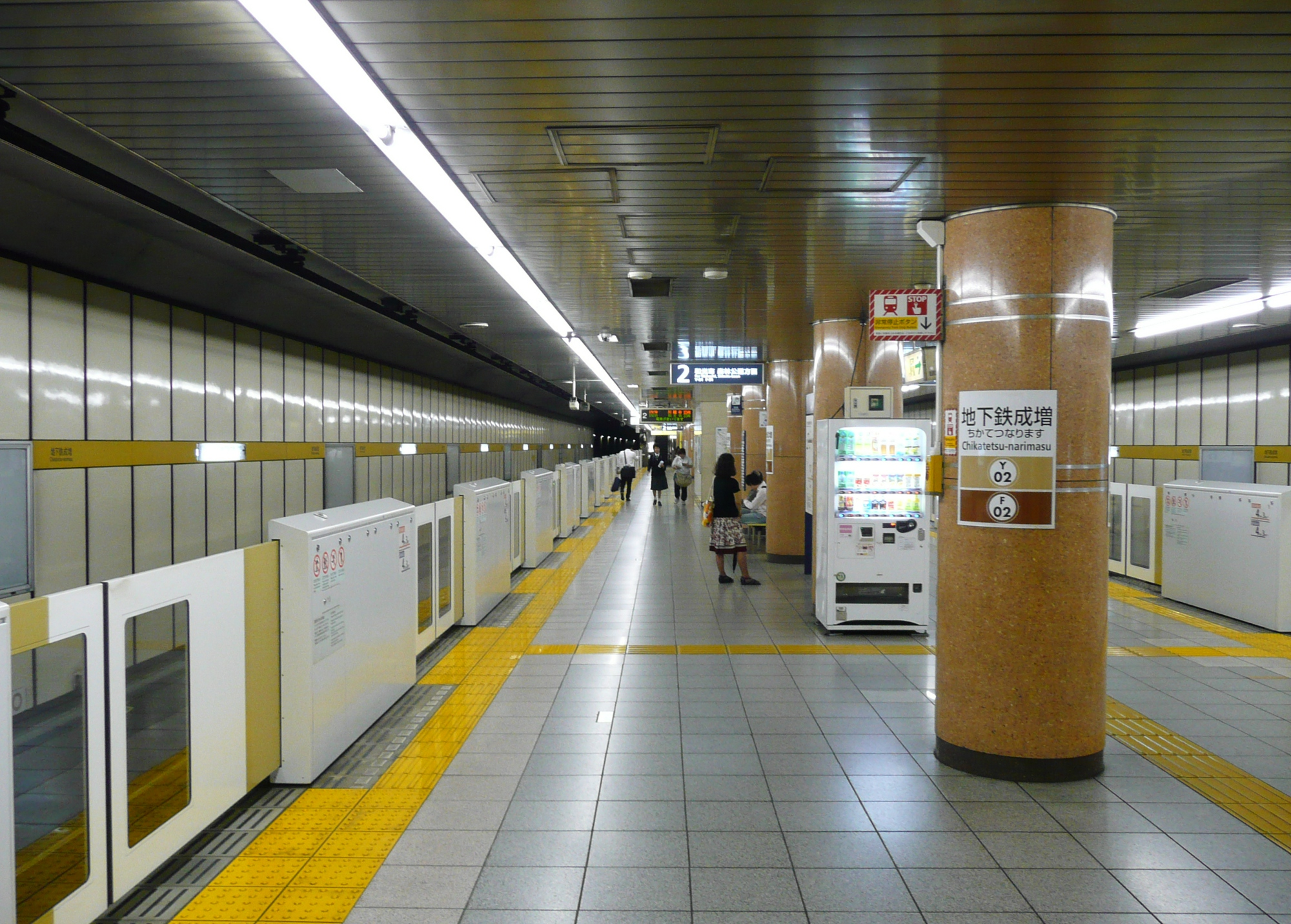
Quai de la station
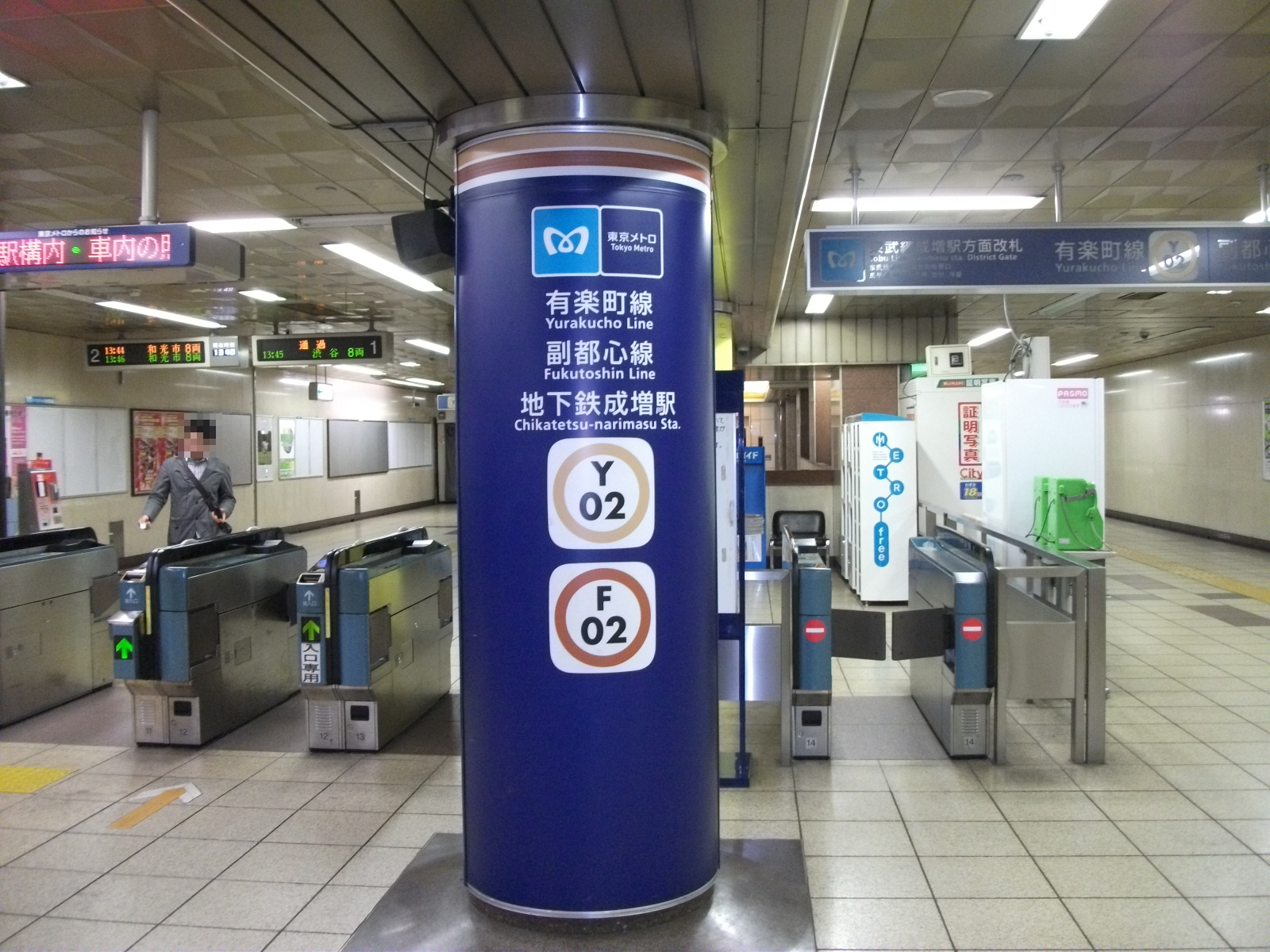
Ligne de contrôle

## Histoire
La station a été inaugurée le 24 juin 1983 sur la ligne Yūrakuchō. La ligne Fukutoshin y arrive le 14 juin 2008.